# Dan blasfemije
Međunarodni dan prava na blasfemiju jest praznik kojim se pojedinci i skupine potiču da otvoreno izraze svoju kritiku religije ili čak prezir prema njoj. Praznik je osnovao 2009. godine Centar za propitivanje (engl. Center for Inquiry). Jedan student kontaktirao je Centar za propitivanje u Amherstu u New Yorku i predstavio ovu ideju, a Centar ju je odlučio poduprijeti. Ronald Lindsay, predsjednik i izvršni direktor Centra za propitivanje izjavio je u intervju s CNN-om o Danu blasfemije, "smatramo da bi religijska uvjerenja trebala biti predmet ispitivanja i kritike baš kao što su to politička uvjerenja, no religija je još uvijek tabu." Za dan je određen 30. rujna radi podudaranja s obljetnicom objavljivanja satiričnih crteža Muhameda u jednim danskim novinama što je rezultiralo kontroverzijom o crtežima Muhameda u Jyllands-Postenu
Prema intervju u USA Todayu s Justinom Trottierom, torontskim koordinatorom Dana blasfemije, "mi ne pokušavamo uvrijediti, već ako se u tijeku dijaloga i debate ljudi osjete uvrijeđenima, onda to nije problem za nas. Ne postoji ljudsko pravo da se ne bude uvrijeđen."
Događaji širom svijeta u povodu prve obljetnice Dana blasfemije 2009. godine uključivali su umjetničku izložbu u Washingtonu DC i festival slobode govora u Los Angelesu. O Danu blasfemije također se opsežno raspravljalo širom weba, a pokrivalo ga je nekoliko medijskih brojeva.

## Pozadina
Antiblasfemijski zakoni postoje diljem svijeta. U mnogim dijelovima Europe i Sjeverne Amerike oni su povučeni, iako postoje zakoni protiv blasfemije u Austriji, Danskoj, Finskoj, Grčkoj, Italiji, Lihtenštajnu, Islandu, Nizozemskoj, San Marinu i UK-u. (Britanske običajnopravne tužbe za blasfemiju i blasfemičnu klevetu ukinute su Zakonom o kaznenopravnom sustavu i imigraciji iz 2008., odsječkom 79. Preostali zakon, Zakon o rasnoj i religijskoj mržnji iz 2006., bavi se poticanjem mržnje protiv osobe na osnovi njezine religije). U 21 europskoj državi još su uvijek na snazi zakoni o "religijskoj uvredi".
Republika Irska prihvatila je "Zakon o difamaciji iz 2009. godine" u kojem je u jednom dijelu naznačeno da "osoba koja objavi ili iskaže blasfemičnu stvar kaznit će se zbog uvrede i podliježe po izricanju osude globi koja ne prelazi 25.000 €."
Finska je bila poprište nekoliko značajnih postupaka o blasfemiji tijekom 2000-ih. Finski lingvist, politički bloger, helsinski gradski vjećnik i potonji parlamentarni zastupnik Jussi Halla-aho osuđen je za "uznemiravanje religijskog štovanja" zbog internetskih postova u kojima je Muhameda nazvao pedofilom, te je globljen s 330 €.
U nekim je zemljama blasfemija kažnjiva smrću kao što je to u Afganistanu, Pakistanu i Saudijskoj Arabiji.
Šest američkih saveznih država (Massachusetts, Michigan, Južna Karolina, Oklahoma, Pennsylvania i Wyoming) još uvijek imaju zakone protiv blasfemije u svojim spisima, iako se oni malokad provode.

## Dan proslave
Dan blasfemije slavi se 30. rujna radi podudaranja s obljetnicom objavljivanja satiričkih crteža Muhameda u jednim danskim novinama, što je rezultiralo kontroverzijom o crtežima Muhameda u Jyllands-Postenu. Iako su karikature Muhameda uzrokovale nekakvu kontroverziju u Danskoj, pogotovo među Muslimanima, ona se pretvorila u proširen furor nakon što su muslimanski imami u nekoliko zemalja potakli nasilne prosvjede u kojima je zbog blasfemije ubijeno najmanje 137 ljudi, neka su veleposlanstva zapaljena, a izvršeni su i ostali akti uzajamnog optuživanja.

## Vanjske poveznice
- stranica na FaceBooku o Danu blasfemije
- (engl.) Kampanja za slobodno izražavanje Centra za propitivanje
- (engl.) Politics Daily o Danu blasfemije  Arhivirana inačica izvorne stranice od 3. listopada 2013. (Wayback Machine)